# Méthode PICO
Pour les articles homonymes, voir Pico (homonymie).
La méthode PICO est une approche utilisée, dans la pratique fondée sur les preuves, pour formuler clairement une question clinique (médecine fondée sur les faits) ou de recherche documentaire (par exemple pour une revue systématique).

## Éléments
Le sigle PICO est un moyen mnémotechnique pour désigner les éléments essentiels de la question :
- P : population-cible ;
- I : intervention à l'étude ;
- C : comparaison ou contrôle ;
- O : résultat (de l'anglais outcome).

## Exemple
Question clinique : chez les enfants souffrant de maux de tête, le paracétamol est-il plus efficace que le placebo contre la douleur ?
- Population : enfants souffrant de maux de tête (mots-clés : enfants + maux de tête) ;
- Intervention : paracétamol ;
- Comparaison : placebo ;
- Résultat : douleur.